# Obninsk
Obninsk (rusky Обнинск) je město, ležící v centrální části Ruska na řece Protvě 100 km jihozápadně od Moskvy. Žije v něm zhruba 100 000 obyvatel.

## Historie

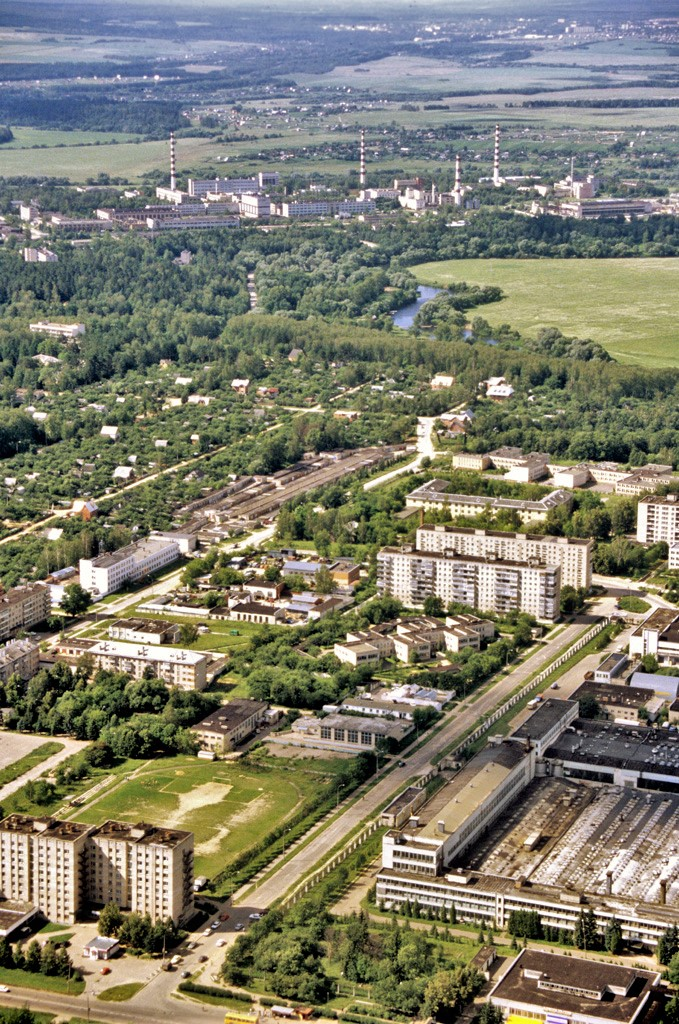
Pohled na Obninsk (v pozadí jaderná elektrárna)

Obninsk dostal jako první sídlo status naukogradu („vědecké město“) pro množství vědeckých center (12 VVÚ, univerzita).

V roce 1954 byla v Obninsku (v té době ještě osada Obninskoje) otevřena první jaderná elektrárna na světě (dnes je z ní muzeum a badatelská základna). 